# Bronidox
Bronidox (systematicky 5-brom-5-nitro-1,3-dioxan), je organická sloučenina používaná jako baktericid.
Bronidox inhibuje enzymy bakterií.
Tato látka také ovšem způsobuje korozi kovů.

## Použití
- Baktericid
- Fungicid, účinný například proti kvasinkám
- Konzervování protilátek a antisér v imunologii (koncentrace bývá 0,1 - 0,5 %). Nahrazuje azid sodný.
- Stabilizátor
- Tenzid
- V kosmetice jako konzervant, například šamponů a pěn do koupele. Koncentrace bývá do 0,1 %.
- Nedoporučuje se přidávání bronopoxu do přípravků používaných in vivo.[5]